# Perigonblatt

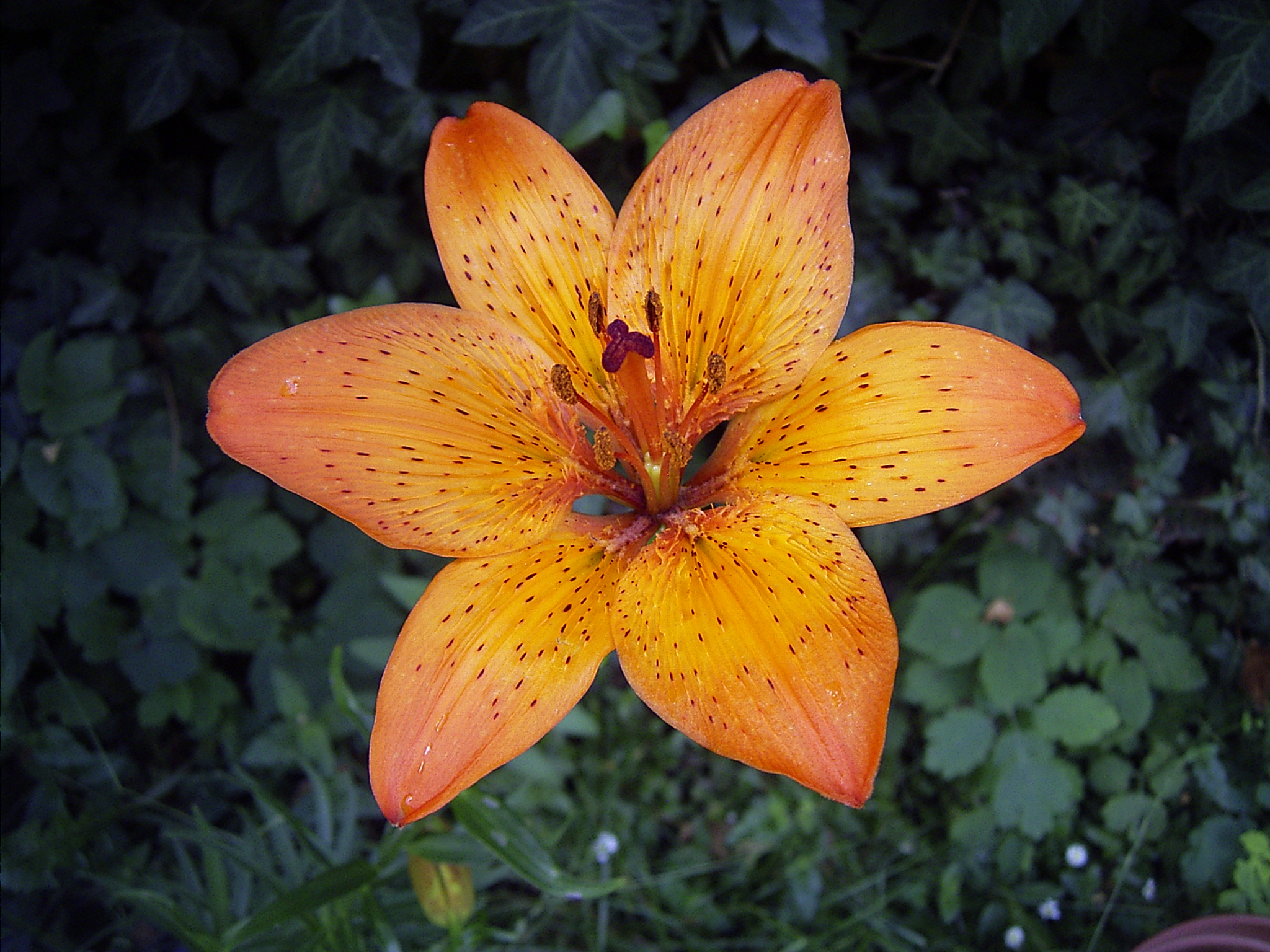
Geöffnete Blüte der Feuer-Lilie (Lilium bulbiferum) mit sechs Perigonblättern in zwei Kreisen.

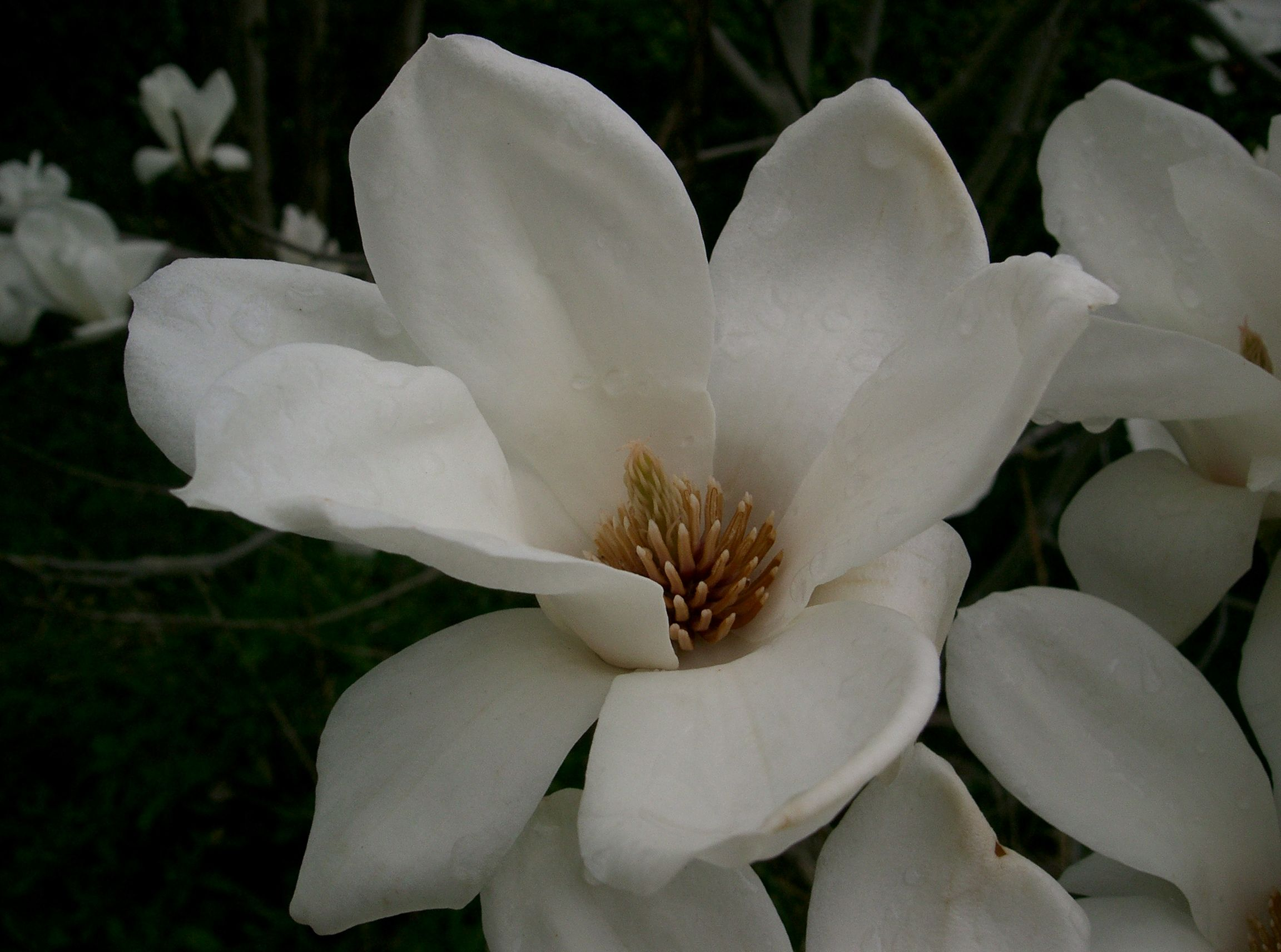
Magnolia denudata: Geöffnete Magnolienblüte mit relativ gleichgeformten und -gefärbten, schraubig angeordneten Perigonblättern.

Als Perigonblatt oder Tepalum wird bei Blütenpflanzen ein Blatt der Blütenhülle bezeichnet, wenn die Blütenhülle nicht in Kelch und Krone gegliedert ist. Diese gleichförmige, aus gleichgestalteten und gleichgefärbten Blütenhüllblättern bestehende Blütenhülle wird als Perigon oder einfaches Perianth bezeichnet.

## Aufbau und Funktion
Perigonblätter erfüllen beide Funktionen der Blütenhülle, Schutz im Knospenstadium und Anlockung von Bestäubern.
Perigonblätter stehen in ein, zwei oder mehr Wirteln oder auch schraubig. Das Perigon kann einkreisig, einfach sein (haplo- oder monochlamydeisch) und (homoiochlamydeisch), es kann dann kelchähnlich sein (prophylloid, sepaloid), wie etwa bei Juncus, Fagus oder Rumex, oder es sind alle Tepalen kronblattähnlich (petaloid, corolloid) wie bei der Tulpe.
Im ebenfalls homoiochlamydeischen, zwei- (dichlamydeisch) oder mehrkreisigen, mehrfachen Perigon (Pseudoperigon), können die Blätter im inneren und äußeren Kreis auch unterschiedlich in Größe und Form sein (heterotepal), so etwa beim Schneeglöckchen oder den Orchideengewächsen. Ein zweikreisiges Perigon ist besonders bei Monokotyledonen häufig anzutreffen.
Beim sogenannten heterotepalen Perigon sind die Tepalen unterschiedlich ausgebildet. Oft geht dieser Unterschied so weit, dass der äußere Tepalenkreis bereits als Krone bezeichnet wird, wie etwa bei vielen Commelinaceae oder Bromeliaceae.
Die einzelnen Tepalen können sehr groß und auffällig gefärbt sein, kron-, blütenblattähnlich (petaloid, corolloid, korollinisch) z. B. bei der Tulpe oder Anemone nemorosa, sie können aber auch klein und unscheinbar, kelch-, vor-, hochblattähnlich (hypsophyll-, prophyll-, sepaloid) z. B. bei Scheuchzeria palustris sein.
Wenn die Tepalen ganz oder teilweise verwachsen sind, wird das als Syntepalie und wenn sie frei, unverwachsen sind, als chori- oder apotepal bezeichnet.

## Historisches
Perigonium wurde von Ehrhardt in der Bedeutung von Perianth (Kelch und Krone) eingeführt. Link hat 1798 Perigon für die einheitliche Blütenhülle verwendet. Seitdem ist es in dieser Bedeutung in Gebrauch. Der Begriff Tepalum wurde von Augustin Pyramus de Candolle 1827 in Analogie zu den bereits gebräuchlichen Begriffen Petalum und Sepalum eingeführt. Es ist ein Kunstwort und als Anagramm aus Petalum gebildet.